# Basiel De Craene

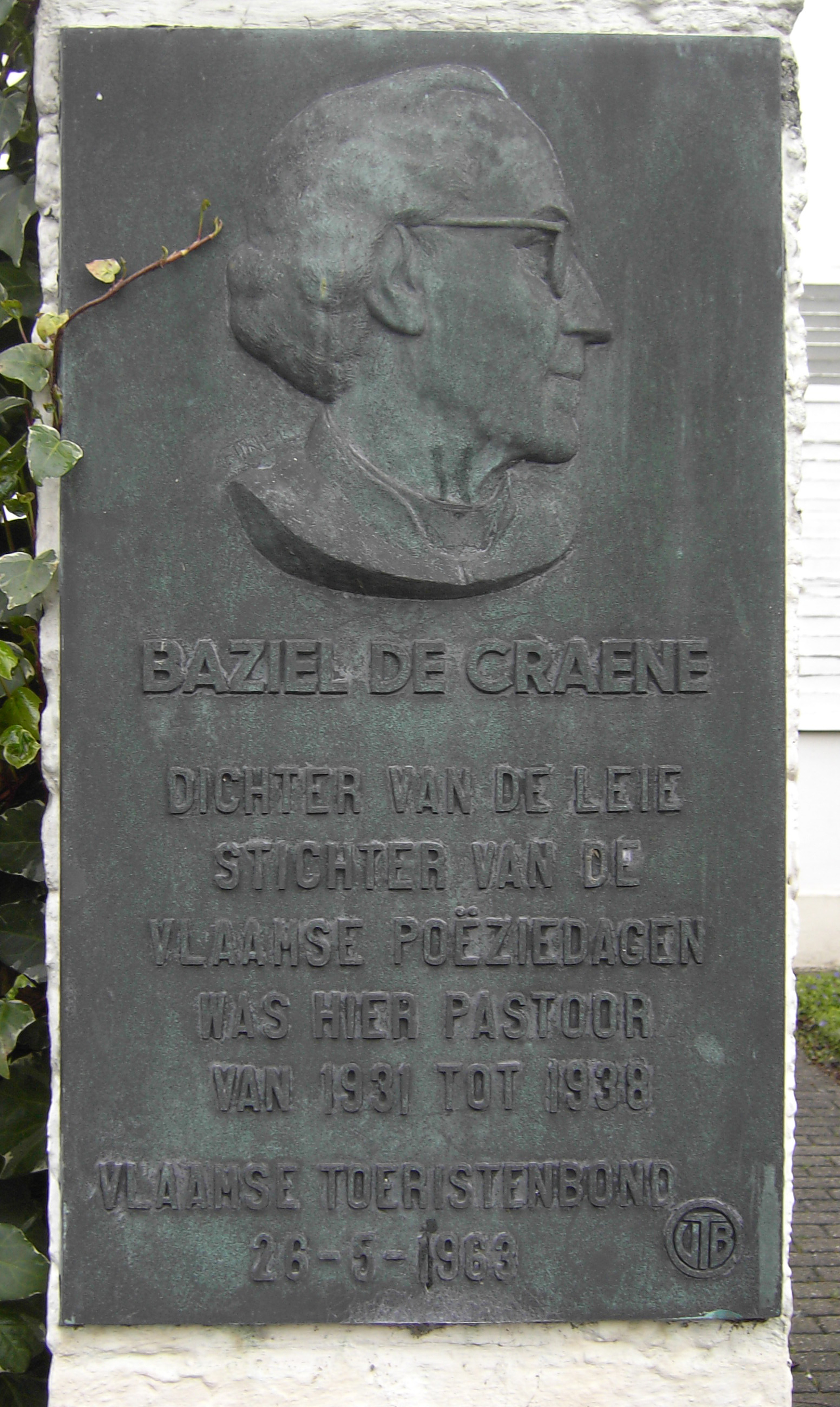
Basiel De Craene (Bachte-Maria-Leerne).

Basiel De Craene (Waarschoot, 15 april 1880 – Merendree, 10 mei 1956) was een Vlaams dichter en priester.

## Levensloop
Hij was de enige zoon van vier kinderen in het gezin van Petrus Johannes De Craene, timmerman-winkelier en van Maria Emerantia Daugimont, winkelierster.
Hij studeerde aan het Sint-Vincentiuscollege  in Eeklo (retorica 1899-1900), het Klein-Seminarie in Sint-Niklaas, aan het Groot-Seminarie in Gent, en aan de Katholieke Universiteit in Leuven, waar hij promoveerde tot baccalaureus in kerkelijk recht. In 1905 werd hij tot priester gewijd.
Tijdens de eerste jaren van zijn priesterschap was hij eerst onderpastoor in Aalst (Mijlbeek) (1906-1910), vervolgens in Sint-Niklaas-Tereken (1910-1915) en Kaprijke (1915-1931), waar hij een rondreizend toneelgezelschap van jongeren oprichtte.
Toen hij in 1931 tot pastoor benoemd werd van Bachte-Maria-Leerne nabij het kasteel van Ooidonk, een dorp van kunstenaars, kreeg zijn leven een andere wending.
In 1933 begon hij zelf een eerste dichtbundel te schrijven. De idee van de jaarlijkse bijeenkomst van dichters begon te groeien.

## Poëziedagen
Vanaf 1937 vonden zo de Vlaamse Poëziedagen in Bachte-Maria-Leerne plaats. Dat jaar gingen ze door in het park van het kasteel van Ooidonk van graaf t'Kint de Roodenbeke. Aangezien Basiel De Craene vervolgens als pastoor van Merendree werd aangesteld, werden de Poëziedagen vanaf 1938 in Merendree gehouden, waar ze tot 1955 werden georganiseerd.

## Merendree
De tweedaagse gebeurtenis had in Merendree vanaf 1938 plaats in de tuin van de pastorie Gerolfswal. Eerst lazen bekende Nederlandse en Vlaamse schrijvers en dichters voor uit eigen werk en daarna konden jongeren zich in de schijnwerpers werken. Uiteindelijk werden er prijzen uitgereikt. Het gezelschap kwam in die tijd meestal met de trein tot in Landegem, waarna de bonte groep te voet naar Merendree trok.
Op 3 september 1994 werd in Merendree een bronzen borstbeeld onthuld dat herinnert aan de activiteiten van De Craene als letterkundige en als pastoor. Op 28 maart 2008 werd aan de kerk in zijn geboortedorp Waarschoot een beeld van hem onthuld, van de hand van Philippe Van Isacker.
De poëziedagen kregen een vervolg in oktober 2017 naar aanleiding van de tachtigste verjaardag van de eerste organisatie. Die tweedaagse vond plaats in het domein van het kasteel van Ooidonk.